# Passatge (arquitectura)

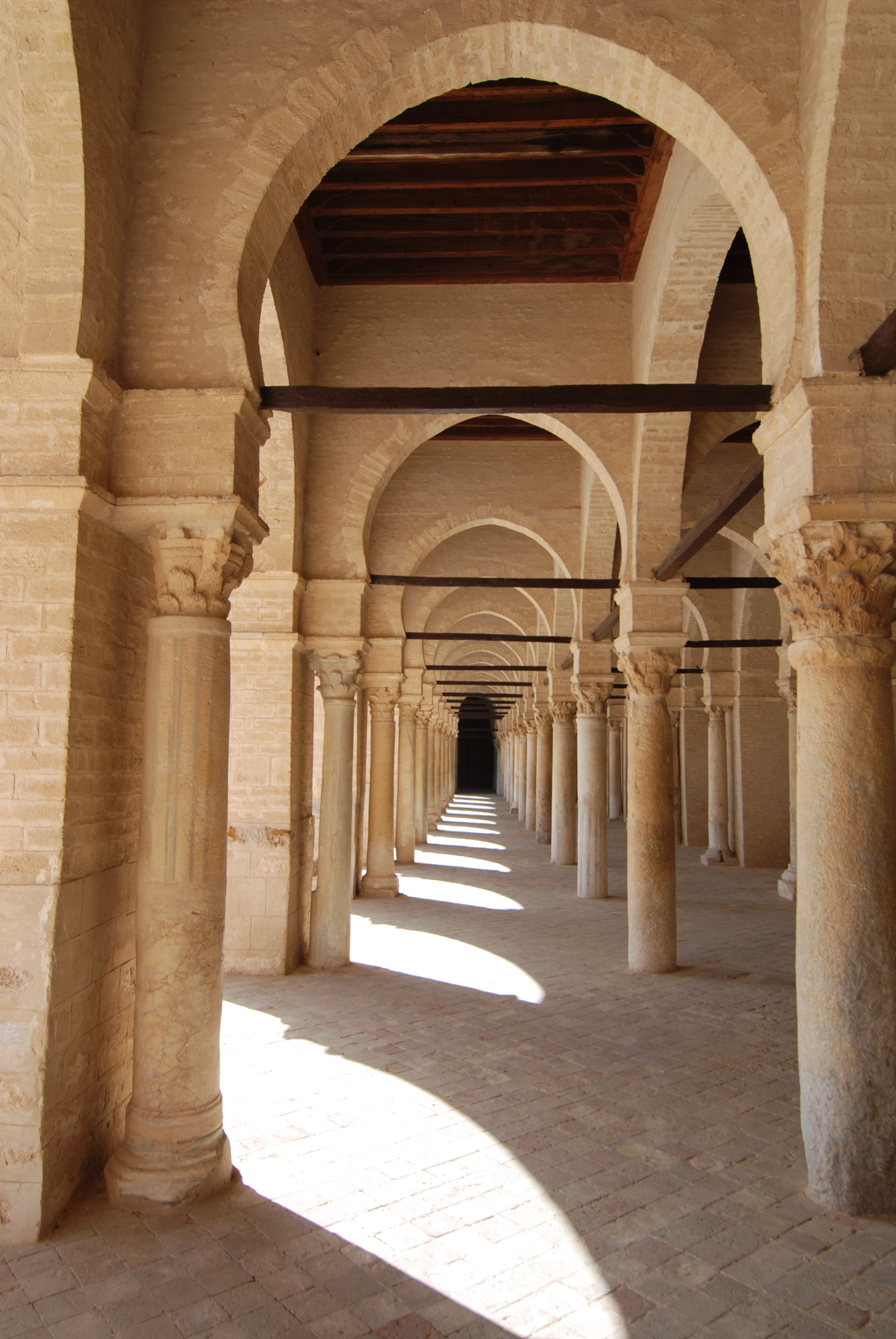
Exemple d'un passatge a l'interior d'un edifici: una de les galeries de la cort interior de la Gran Mesquita de Kairuan, Tunísia.

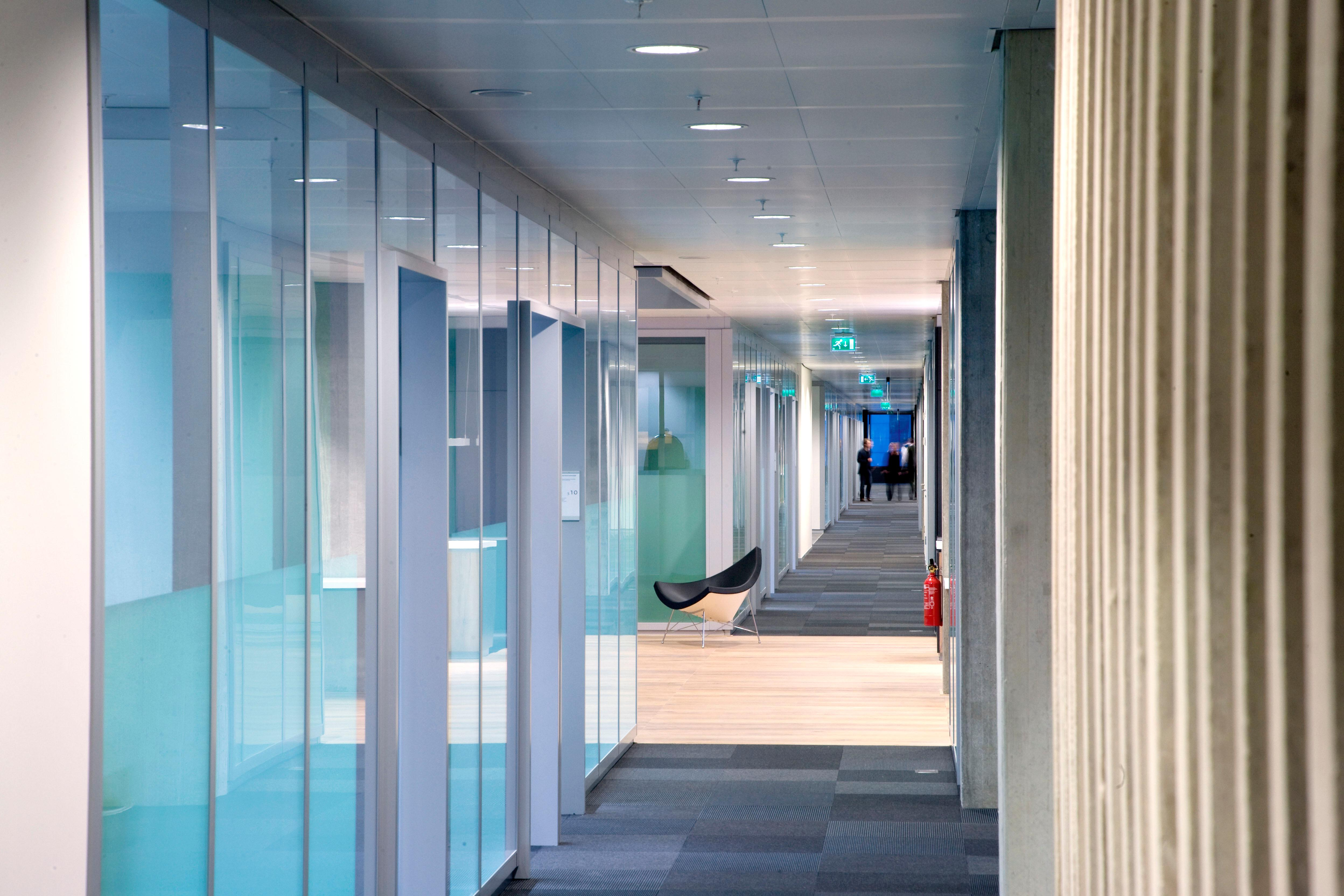
Corredor a la seu del ministeri de les Finances dels Països-Bas (La Haia).

El passatge, del francès passage, es pot considerar la primera forma de galeria comercial coberta. Va aparèixer per la primera vegada a París cap a la fi del segle xviii, per als passatges la primera meitat del segle xix representa el període de més gran difusió.
En un edifici, la distribució arquitectònica de les peces és feta segons plans que donen una ordenança harmoniosa i una organització funcional dels locals. Aquesta disposició és permesa pels passatges que donen la circulació dels homes a l'edifici
(alguns no són més que passatges tècnics definits per l'enginyeria civil, són no-ordinàriament accessibles.)
Aquesta disposició dels edificis ha definit l'ofici d'arquitecte creat al Renaixement a partir dels oficis de mestre de cases i mestre fuster: un teòric i pràctic que respon als desigs del mestre de l'obra El seu paper inicial en la concepció és d'efectuar una associació estreta entre la forma del volum final i l'aspecte a l'exterior com a l'interior que seran donats a la construcció. Estableix en paper plans que constitueixen el suport de la imaginació
No és pas solament la utilització de discursos descriptius de la forma que abans es feia, discursos que retraçaven l'itinerari amb components mítics i llegendaris tant per a desembocar en l'edifici com per evocar les sensacions durant els desplaçaments al seu interior. El component de circulació és un element clàssic d'arquitectura utilitzada avui dia com antigament
La forma model de la disposició dels volums interns i la forma model associada a circulacions donen el pla de construcció (el pla centrat, pla quadrat, pla concèntric, etc.) És un dels elements d'un estil arquitectònic, és també la marca d'èpoques i de les seves preocupacions diàries, d'on deriven la manera de sacralitzar o banalitzar un espai seguint les concepcions de l'univers que segueixen el més sovint un model de concepció que és antropomòrfica
La relació entre llocs, espais que són destinats a cobrir les necessitats inicials desembocant en l'acte de construir i els espais accessoris necessaris a llur utilització és un factor d'importància en la concepció, puix que va lligat a l'economia de la construcció
Els edificis la imatge dels quals a prop de població (del públic) és essencial mostren un aparat cert amb els passatges i el seu tractament arquitectònic quan es tracta de mostrar una magnificència o al contrari mostren un aspecte molt més reservat quan es tracta de provar que se sap fer estalvis

## Passatge exterior a un edifici
El passatge pren la forma que li permet el seu entorn d'inserció i segueix el partit pres arquitectònic donat al pla-massa, aquest pla que defineix l'acunçament de la construcció en cos d'edifici. Així un pla va dir massat tindrà accessos exteriors mínim, poc nombrosos i poc extensos.
Un pla d'organització total que es considera "airejat" que defineux el patis interiors aportarà circulacions molt importants (per exmple el pla-graella)
 El passatge de construcció mena immediatament a la noció de la talla de l'objecte interessat, així el caràcter sigui d'arquitectura sigui d'urbanisme és poc distingible en les obres de gran envergadura, puix que a terme les circulacions esdevenen en constant de la història els carrers per expropiació de les dessertes privades quan han estat formulades així
El passatge està cobert o no, és destinat als pedestres o als vehicles, permet d'accedir a l'edifici (el porxo).
Permet d'accedir a un pati o a una àrea d'estacionament (desserte, porta cotxera, finestreta). Els cossos de passatge són els edificis el pla de baix dels quals permet una travessada de plain-peu per una via (o un carrer), i aquest nivell pot fins i tot ser absent (sense locals).
O bé el passatge permet de circular al llarg de l'edifici en façana o al llarg del jardí interior (un pati) per les galeries d'arcades fetes de badies lliures. A les arquitectures tradicionals del Sud d'Europa, el passatge aeri és establert per les terrasses connectades entre elles de manera diferent de la xarxa viària, i permeten d'amagar-se de les mirades
Els edificis separats per cursos llargs o els pavellons isolats acostats entre ells són connectats sovint per passarel·les.
En un espai delimitat per edificis, camins poden ser implantats en els jardins i espais verds La concepció de circulació per terrasses s'ha trobat per exemple amb el passatge separat entre pedestres i vehicles de l'urbanisme sobre llosa unificant edificis dispars.

Que siguin o no de la mateixa operació immobiliària, pròximes o allunyades de la via pública, una desserte d'accés als edificis per als serveis d'urgència ha de ser segura en la concepció moderna, aquesta desserte privada establerta ja en la via pública ha de poder suportar el pes i el tràfic de vehicles de socors.

## Passatge a l'interior d'un edifici
El partit pres arquitectural de la distribució de les peces formula el passatge per l'interior de l'edifici i és extremament variat: depèn per exemple del muntatge de nivells, de la varietat d'altura de les peces, etc.. L'accés a un local es fa mitjançant un espai que el comanda. Pot ser una estança especialment assignada a aquest propòsit o una peça que té diverses funcions incloent-hi el passatge (com el vestíbul d'un hotel), però també una peça l'ús principal de la qual és ben diferent i suporta aquesta funció (sala d'estar d'un estudi).

### Passatge al mateix nivell en els nivells i al pla de baix

#### Galeria i caminal
La galeria és una arcada practicable per a la comunicació, el passatge pot també ser establert en altura sobre una balconada sobre arcs i també sota altres arcs. Una galeria és a l'origen un espai d'estada — que pot tenir una gran funció d'aparat — i de passatge manejat sota cossies de voltes, un espai prou ample que disposa amb badies obertes de l'enllumenament natural. Si no en disposa el passatge és cec.
Un deambulatori és una galeria de voltes del fons d'una església del costat del cor.
Un promenoir ("passejador") és una girola en un edifici no religiós.
Una cripta-passadís és una galeria voltada subterrània sovint cega que permet de circular en subsòl i d'eixir en diversos llocs de l'edifici.
El vomitori és una galeria o passatge col·lector en un nivell d'edifici per a l'accés del gran públic a les graderies a l'interior d'un teatre o d'arenes (en el món antic).
Un soerrani és una galeria (voltada o no) cega que permet d'accedir a peces en subsòl (cellers, etc.), d'accedir als molls de les estacions subterrànies de metro. El subterrani permet de buidar (discretament o segurament) dels edificis
Els caminals o cossies són galeries sobre pals o pòrtics que defineixn els grans passatges protegits en l'arquitectura moderna del <i>grands ensembles</i>. Han existit ja en els hospitals antics, aquests passatges a l'aire lliure permetien d'anar d'un pavelló a un altre
Les galeries tècniques són passatges no accessibles a les persones ordinàries, serveixen a implantar les canalitzacions de fluids necessaris al funcionament dels serveis que se situen a l'edifici. Les galeries modernes posseeixen un espai corrent tècnic en altura protegit per un fals sostre, i de vegades l'espai tècnic és a terra i és protegit per un fals sòl damunt del qual hom camina

#### Fòrum i pati
El fòrum de l'arquitectura antiga és una plaça, un espai exterior de concentració, amb la possibilitat dels abrics donats pels peristils d'edifici públics que la voregen. El pati és una obra d'arcades vorejant el pati tancat interior d'edificis hispànics. Aquests espais externs han estat reformulats a l'interior d'edificis de massa important en l'arquitectura de l'últim terç del  XX.
L'espai deixat per les sales ben definides reagrupades en organització perifèrica a « irrigar » ha pogut ser deixat sota la seva forma de buit residual cobert no revist. Aquest espai ha estat tractat essencialment de manera arquitectònica en el seu aspecte que sensiblement no és aquell d'una sala o una peça per la seva definició de volum arquitectònic. Aquesta mena de « galeria » de nova manera que ha tingut en general el benefici dels « sky-domes » (cúpules en got orgànic d'enllumenament zenital) ha pres sovint el nom de fòrum donat pels conceptors. Es veia atribuïda una funció de lloc d'aplec i de plaça de concentració (més o menys) probable en el seu mig o als seus cantons i els seus racons, en compensació de la seva destinació de circulació no conforme als codis dels passatges.
Aquesta manera de concebre va ser aplicada a museus, centres comercials, « centres d negocis »
Una derivada d'aquesta concepció d'espai amb un caràcter d'espai residual va ser ulteriorment reordenada restablint una forma més neta i estricta. Desembarassat dels seus racons va ser dit pati encara que no tingui arcada, perquè era en un pati interior cobert o no, pati d'aspecte monumental. Amb l'aparició de l'arquitectura bioclimòtica, a la fi del  XX, la concepció de jardí interior (sota forma d'hivernacle inaccessible al públic) en substitució del pati interior va ser més utilitzada per als grans edificis, conservant el terme de « pati » que correspon una circulació perifèrica en l'espai verd.

#### Passadís i corredor
El passadís és un passatge llarg i estret de comunicació entre peces que mana l'entrada a diverses peces, les badies poden ser lliures (sense panneau de porta). Corredor vol dir « la galeria on es corre ». El passadís se sosté en parets o bé és constituït d'envans. Quan no és una circulació lateral, el passadís no disposa de finestres i és cec. El passadís pot tenir un enllumenament en deuxième jour de les peces comunicades per impostes vidrades fetes en els bastiments de les portes. En la construcció abans del mig del  XX i la seva normalització de les altures de nivells dels edificis, el passadís estret podia tenir una altària sota sostre reduïda comparada a aquella de les altres peces per a tenir proporcions més convenients. El passadís modern ha estat l'objecte de normes en les seves dimensions per a l'accés de les persones discapacitades i dels alliberaments són imposats per als canvis de direcció.

#### Enfilade
L'enfilade clàssica és la continuació de peces en el cos d'edifici separades per parets <i>de refend</i> transversals. La comunicació es fa d'una peça a l'altre, sense passadís de distribució (una peça mana l'altra). Dos passatge, de vegades són establerts, una porta de cada costat del <i>trumeau</i> de la xemeneia sobre el mur. Aquesta distribució de les peces ha estat tot primer donada als cossos d'edifici, extremament vastos, de castell del període clàssic on es volia evitar de reproduir els ombrívols passadissos medievals. Aquesta distribució es troba a la distribució en enfilade feta a certs apartament de baix cost del període modern, en què la compacitat és fet necessària per a mantenir un cost, amb superfícies molt fluixes per als espais reservats únicament a la comunicació i no-modificables.

#### Dégagement
El dégagement és una sortida secundària estreta de què disposa una peça o una eixida secundària condicionada en comú per a dues peces.
El dégagement és també la comunicació amb una peça de servei contigua a la peça principal comunicada.
El terme designa una àrea que dona més amplada a un passadís per a accedir sense urtar a les portes a peces, a l'escala o a armaris tècnics.
És petitíssim passadís que distribueix les cambres reagrupades a la fi de l'apartament en la composició dels habitatges moderns, l'espai és reduït pels menesters de reduir al mínim els espais de servei que tanmateix tingueren un caràcter ostentós a les construccions fins al s. XIX.

#### Coursièrei cossia
Una coursière és un espai de circulació interior estret situat en altura i fet en el gruix d'un mur espès, amb o sense balustrada. Una coursière béante és un passatge molt estret establert en passatge entre les columnes de suport en peu de l'arcada i la paret (la part alta de l'arcada fonent-se més amunt amb el mur).
Una cossia en els immobles recents és un replà a descobert sobre l'exterior constituït d'una avançada de sòl que dona el passatge per a accedir a les portes dels replans d'un apartament.

#### Vestíbul i anticambra
El vestíbul és una peça tancada condicionada per a rebre la roba o bé un dégagement lateral en el passadís principal, espai que es travessa per a abandonar l'entrada principal. L'anticambra és una peça tancada després del vestíbul que comunica amb diverses peces principals, té com a destinació tradicional de servir de lloc d'espera per als visitadors que són triats segons el seu tram o l'objecte de llur visita (« fer anticambra »). Una segona anticambra servia d'ample de dégagement per a les persones del servei (la primera anticambra, l'altra sala d'espera essent la segona ja que es compta partint de la cambra que és comunicada en l'organització de l'enfilade). En edificis poc recents, una anticambra serveix sovint de sala d'espera per als serveis de l'Estat, en les cases de la vila per als maridatges que s'han de pronunciar, en les Oficines notarials, etc.

### Passatge d'un soler a un altre, d'un nivell a un altre
L'escala i el baranat, el pla inclinat, l'ascensor, l'escala mecànica són els elements de circulació vertical posats en trémies (tremuges?) de nivell i permeten d'accedir a llur nivell. Aquests elements arquitectònics són posats en gàbies que són les descendents en construcció de les obres grosses de les torretes que contenien les escales en les fortificacions i cases fortes edificades en l'arquitectura antiga. L'estructura ha codificat del Renaixement italià ençà les escales i baranatges com un element d'aparat. Aquests elements havien de presentar la comoditat protocol·lària en els palaus de no desarticular els grans seguicis, i han pres la forma d'un element essencial de la forma convenible, per les grans volées dretes i després les escales ade caragol. Han desembocat en la formulació de l'edifici de l'hàbitat i dels espais públics en col·lectivitat a un element essencial de l'adorn, molt altres (bossage, frontó, pilastra, badia a amb enquadrament molt elaborat ...) que han perdut importància d'ençà del  XX. L'ascensor, a partir d'aquella època, ha passat de l'estadi de mecanisme amagat a l'estadi d'element d'arquitectura pel seu tractament de mòbil visible en alguns dels grans edificis que disposen de vestíbuls d'aparat.